# Bo Wildenstam
Bo Åke Wildenstam, ursprungligen Nilson, född 20 januari 1918 i Stockholm, död 20 december 1995 i Bromma, var en svensk konservator och målare.
Han var son till konservatorn Alfred Nilson och Greta Ohlsson och från 1940 gift med Magdalena Watz. Wildenstam utbildades till konservator av sin far och studerade konst vid Otte Skölds målarskola i Stockholm samt för olika konstnärer i Dresden på 1930-talet och genom självstudier under resor till Tyskland, Italien, Nederländerna och Frankrike. Via korrespondensstudier utbildade han sig till husbyggnadsingenjör 1945. Som expert i konserveringsfrågor arbetade han som konsult i England 1955–1957. I Sverige utförde han konserveringsarbeten på Arvfurstens palats, Storkyrkan i Stockholm och flera landsortskyrkor. Han var initiativtagare till bildandet av Nordiska konservatorsförbundet 1950. Hans konst består av stilleben och landskapsskildringar utförda i olja eller gouache.  